# Dries Koekelkoren
Dries Koekelkoren (Herk-de-Stad, 25 de maio de 1988) é ex-voleibolista indoor e  atuante como jogador de vôlei de praia belga, que no vôlei de praia foi semifinalista no Campeonato Europeu de 2017, na Letônia.Exerceu função de auxiliar técnico e técnico no voleibol indoor feminino.

## Carreira
A sua trajetória iniciou  no vôlei de quadra, jogou nesta modalidade profissionalmente,  no período de 2005 pelo Aquacare Halen a 2012, período que já jogava com Tom van Walle, na temporada 2012-13 transferiu-se para o 
VBC Waremme, nas temporadas de 2014-15 e 2015-16 representou o VC Argex Duvel Puurs.
Casou-se com a jogadora Fien Callense passou atuar também na função de auxiliar técnico, depois de técnico principal do time B, na temporada 2014-15.
Em 2010, competia também no vôlei de praia, formou dupla com Tom van Walle e terminaram na décima sétima posição na etapa Satélite de Lausana e estrearam no Circuito Mundial no Aberto de Haia, quando finalizaram na trigésima terceira posição.No ano de 2013, formou dupla com Aljosa Urnaut   e conquistaram os vice-campeonatos nas etapas nacionais de Bruxelas, Hechtel, Gent e Sint Niklaa, além dos terceiros postos nas etapas de Hannut e Leuven.Em 2014 esteve com Sam Deroo e conquistaram terceiro posto na etapa de Bruxelas Em 2014 venceu ao lado de Tom van Walle as etapas nacionais em Hecthel e Kortrijk, já com outra parceria foi campeão em Gent, Leuven e Maseeik, ainda quinto colocado em Hannut e vice-campeão em Sint Niklaas; e com  Robin Adriaensen terminou em nono no circuito WEVZA em Palermo e p décimo sétimo posto obtido na etapa Satélite de Jūrmala.
Migra para ao vôlei de praia em 2015 com Tom van Walle, conquistaram  o bronze na etapa Satélite de Skopje e o quanto em Vaduz, como obtiveram o terceiro lugar na CEV Continental Cup, terceira fase, grupo C na Estônia,  e o primeiro lugar  na quarta fase em Israel; no circuito WEVZA, conquistaram os vice-campeonatos  em Roma e Montpellier, ainda terminaram em quinto em Barcelona. No circuito europeu terminaram em nono no Masters de Jūrmala e quinto no de Milão; já no circuito mundial terminaram no trigésimo terceiro lugares nos Grand Slams de Olsztyn e São Petersburgo, décimo sétimo lugar no Aberto de Xiamen, nonos lugares nos Abertos de Puerto Vallarta e Catar, e como melhor desempenho o quinto lugar no Aberto de Antália.
Em mais uma temporada de parceria com Tom van Walle, terminaram na vigésima quinta posição no Campeonato Europeu de Voleibol de Praia de 2016 em Bienna, terminaram em segundo na CEV Continental Cup na Noruega, mesmo posto obtido na etapa Satélite de Vaduz, na CEV Zonal Event em Dijon, e o quarto posto no Masters de Jūrmala, e pelo circuito mundial, terminaram na quadragésima primeira posição no Grand Slam do Rio de Janeiro, na trigésima terceira colocação nos Abertos de Vitória e Antália, no vigésimo quinto lugar no Abertos de Xiamen e Sochi, também no Grand Slam de Long Beach, décimo sétimo posto no Aberto de Fuzhou e nos Major Series de Hamburgo e Klagenfurt, e como melhores êxitos obtiveram os nonos lugares nos Aberto de Doha e Kish.
Conquistou ao lado de  Tom van Walle o tetracampeonato nacional consecutivo, nos anos de 2014, 2015, 2016 e 2017, e conquistaram pela primeira vez em 2009e foram semifinalista na edição do Campeonato Europeu de Voleibol de Praia de 2017 em Jūrmala e foram campeões do Masters em Baden, conquistaram a nona posição no Campeonato Mundial de Viena,  e pelo circuito mundial, terminaram na trigésima terceira nos torneios de Fort Lauderdale  e Poreč (cinco estrelas), no vigésimo quinto posto no torneio de Moscou (três estrelas), na décima sétima colocação nos torneios de Haia e Xiamen (três estrelas), nono lugar no torneio de Gstaad (cinco estrelas), quinta posição no três estrelas de Kish e no quatro estrelas de Olsztyn e foram semifinalistas no quatro estrelas de Qinzhou. 
E com Tom van Walle  disputou o Campeonato Europeu de Voleibol de Praia de 2018 de Haia, e encerraram em nono lugar e terminaram na quinta posição no Masters Pelhrimov, conquistam o título da etapa nacional em Eindhoven; e no circuito mundial, finalizaram na quadragésima primeira posição o quatro estrelas de Warsaw, foram trigésimos terceiros colocados no quatro estrelas de Ostrava, vigésimo quinto posto no quatro estrelas de Itapema e no quatro estrelas Viena, décimo sétimo lugares no quatro estrelas de Doha, Xiamen, Moscou e Yangzhou,  mesmo posto obtido no cinco estrelas de Fort Lauderdale, nona posição no quatro estrelas de Haia, e nos três estrelas de Mersin e Lucerna, e obtiveram o primeiro pódio no torneio de três estrelas de Qinzhou.
No Campeonato Europeu de Voleibol de Praia de 2019 em Moscou, ao lado de Tom van Walle, terminaram na décima sétima posição e alcanlaram o trigésimo sétimo colocado no Campeonato Mundial em Hamburgo, ainda terminaram na primeira posição na Continental Cup de Batumi, terminaram em quarto na etapa de Utrecht e foram campeões na etapa de Vlissingen, e no circuito mundial, foram trigésimo terceiros colocados no torneio de Viena (cinco estrelas), vigésimo quinto lugar no torneio de Gstaad (cinco estrelas) e no Finals de Roma (cinco estrelas), décimo nono posto no  no torneio de Tóquio (quatro estrelas), décima sétima posição nos torneios de Espinho e Chetumal (quatro estrelas), nonas posições nos torneios quatro estrelas de Ostrava e Moscou,  também no três estrelas de Jūrmala.
No Campeonato Europeu de Voleibol de Praia de 2020 em Jūrmala, permaneceu com seu parceiro Tom van Walle, e finalizaram na décima sétima posição, terminaram no circuito nacional, na terceira posição Heerenveen e o segundo lugar em Breda, e com Leon Luini terminou em quinto em 	Zaanstad, além da vigésima quinta colocação no torneio de Doha (quatro estrelas).Estiveram juntos também na edição do Campeonato Europeu de Voleibol de Praia de 2021 em Viena, finalizaram na nona posição, terminaram na terceira posição na CEV Continental Cup em Baden e terminaram em quinto na CEV Continental Cup nos Países Baixos, conquistaram a etapa nacional de Zutphen e sagrou-se hexacampeão nacional, no circuito mundial terminaram na quadragésima primeira posição nos torneios de Katara e Ostrava (quatro estrelas), trigésima terceira posição no torneios de Gstaad (quatro estrelas)., e  obtiveram o título no torneio uma estrela de Leuven e cogitaram encerramento da carreira nesta temporada.
Em 2022, competiu nacionalmente com Tom van Walle, conquistaram o título na etapa de Kortrijk, Gent e Kinrooi, foram  vice-campeões na etapa de Leuven, quarto lugar no torneio de Bruxelas, e o quinto lugar na etapa de Teper, ,  e com Kyan Vercauteren voltou a competir no circuito mundial, no Futures de Leuven E e terminaram na quinta posição.

## Títulos e resultados
- 1* de Leuven do Circuito Mundial de Vôlei de Praia de 2021
- 3* de Qinzhou do Circuito Mundial de Vôlei de Praia de 2018
- 3* de Qinzhou do Circuito Mundial de Vôlei de Praia de 2017
- Campeonato Europeu de Vôlei de Praia:2017
- Campeonato Belga de Vôlei de Praia:2009, 2014, 2015, 2016, 2017 e 2021